# Hister montivagus
Hister montivagus är en skalbaggsart som beskrevs av Lewis 1888. Hister montivagus ingår i släktet Hister och familjen stumpbaggar. Inga underarter finns listade i Catalogue of Life.